# Marlon Wayans
Marlon L. Wayans (Nova York, 23 de juliol de 1972) és un actor, productor, comediant, escriptor i director estatunidenc.

## Biografia
Després de graduar-se a l'Institut d'Arts Escèniques de Nova York, Wayans estudià a l'Escola Universitària de Cinema de Howard. Després es traslladà a l'oest per unir-se al repartiment del programa d'humor guanyador d'un Premi Emmy In Living Color. El 1990 creà i protagonitzà la comèdia de situació The Wayans Bros., que va estar al capdamunt de la programació del canal de televisió WB durant cinc anys.
A la primavera de 2005 els tres germans Wayans van llançar al mercat llur propi joc de cartes, The Dozens, a través de l'empresa SMK Merchandising. Els Wayans també tenen un acord literari amb St. Martins Press per publicar una sèrie de llibres, 101 Ways. Poc després van crear una companyia de còmics, 5-D Comics. Marlon creà i escrigué conjuntament amb els seus germans Super Bad James Dynomite, un còmic d'humor distribuït per IDW.

## Filmografia
| Any  | Títol                                                                                               | Paper                          |
| ---- | --------------------------------------------------------------------------------------------------- | ------------------------------ |
| 1988 | I'm Gonna Git You Sucka                                                                             | Pedestrian                     |
| 1991 | The Best of Robert Townsend & His Partners in Crime (TV)                                            | Diversos                       |
| 1992 | Mo' Money                                                                                           | Seymour Stewart                |
| 1993 | In Living Color (TV Series)                                                                         | Diversos                       |
| 1994 | Above the Rim                                                                                       | Bugaloo                        |
| 1995 | The Wayans Bros. (TV Series)                                                                        | Marlon Williams                |
| 1996 | Els col·legues del barri (Don't Be a Menace to South Central While Drinking Your Juice in the Hood) | Loc Dog                        |
| 1996 | Waynehead (sèrie de televisió)                                                                      | Blue (veu)                     |
| 1996 | The Parent 'Hood (sèrie de televisió)                                                               | Himself                        |
| 1997 | The Sixth Man                                                                                       | Kenny Tyler                    |
| 1998 | Senseless                                                                                           | Darryl Witherspoon             |
| 1998 | Comics Come Home 4 (TV)                                                                             | Ell mateix                     |
| 1999 | Happily Ever After: Fairy Tales for Every Child (TV Series)                                         | Itch (veu)                     |
| 2000 | Rèquiem per un somni                                                                                | Tyrone C. Love                 |
| 2000 | Scary Movie                                                                                         | Shorty Meeks                   |
| 2000 | The Tangerine Bear                                                                                  | Louie Blue (veu)               |
| 2000 | Dungeons & Dragons                                                                                  | Snails                         |
| 2001 | Scary Movie 2                                                                                       | Shorty Meeks                   |
| 2004 | Behind the Smile                                                                                    | Danny Styles                   |
| 2004 | The Ladykillers                                                                                     | Gawain MacSam                  |
| 2004 | Dues rosses amb pebrots (White Chicks)                                                              | Marcus Copeland/Tiffany Wilson |
| 2006 | Little Man                                                                                          | Calvin                         |
| 2006 | Thugaboo: Sneaker Madness (TV)                                                                      |                                |
| 2006 | Six Degrees (sèrie de televisió)                                                                    | Un rodamon                     |
| 2006 | Thugaboo: A Miracle on D-Roc's Street (TV)                                                          | Dirty, Money                   |
| 2007 | Norbit                                                                                              | Buster                         |
| 2009 | Dance Flick                                                                                         | Shorty Meeks                   |
| 2009 | G.I. Joe: Rise of Cobra                                                                             | Ripcord                        |
| 2012 | White Chicks 2: Mission In Brazil                                                                   | Marcus Copeland                |